# Agathosma betulina
Agathosma betulina (anteriormente Barosma betulina), conocida comúnmente como buchu, es un arbusto perteneciente a la familia de las rutáceas, nativa de las montañas de baja altura del oeste de Sudáfrica, donde se encuentran los hábitats de fynbos. 

## Descripción
Es un arbusto de perennifolio con tallos de color amarillo o rojizos erectos y profusamente ramificados que alcanzan hasta los 2 m de altura. Las hojas son opuestas, alternas u opestas, elípticas de margen serrado con glándulas oleíferas redondas y pelúcidas en la base de cada diente y unas dimensiones de entre 14 y 25 mm de longitud y 6 a 14 mm de anchura. Son aromáticas y, mediante destilación, producen un aceite esencial dorado con un aroma fuerte, dulce y similar a la menta. Las flores aparecen de junio a noviembre en su área de distribución original. Aparecen de forma solitaria en posición axilar. Estas flores de 5 pétalos, abiertas y con forma de estrella, son de color blanco pálido a rosa pálido, alcanzan hasta 20 mm de longitud y están unidos al tallo mediante un corto pedúnculo de hasta 7 mm.
Los frutos son de un color parduzco y tienen cinco cámaras.

## Ecología

### Hábitat y distribución
La especie Agathosma betulina es endémica de las zonas montañosas de la provincia sudafricana del cabo Occidental. Especialmente adaptada a climas secos, se encuentra en los hábitats de fynbos, en las laderas rocosas de arenisca en altitudes de entre 300m y 700m sobre el nivel del mar.
Se extiende desde las montañas Cederberg hasta las montañas Groot Winterhoek, incluida la cordillera de Piketberg.

## Usos
Las plantas silvestres de esta especie se utilizan en la etnobotánica de la región en la que se desarrolla para el tratamiento de inflamaciones e infecciones del sistema urinario. También se conoce su uso como estimulante del apetito, digestivo, antiespasmódico y carminativo. Es común su uso en el tratamiento de la tos, la cistitis, prostatitis, gota, reumatismo, diarrea y flatulencia entre otras afecciones.

## Propiedades
Los estudios realizados sobre la actividad antibacteriana de los extractos etanólicos de las hojas de esta especie han mostrado que resultan efectivos en diferentes concentraciones contra Escherichia coli, Klebsiella pneumonia, Proteus mirabilis, Pseudomonas aeruginosa, Staphylococcus aureus, Staphylococcus saprophyticus y Enterococcus faecalis.

## Principios activos
En los extractos de varias parte de esta planta se han aislado glicósidos flavonoides como la diosmina, la rutina y varios tipos de aceites volátiles responsables de la fragancia de la especie como el diosfenol, la pulegona, el limonona y la mentona.

### Constituyentes Volátiles
El rendimiento del aceite esencial de Agathosma betulina oscila entre un 1,5 % y un 2,5 % del peso seco de la planta. Este aceite contiene una variedad de compuestos volátiles, entre los que se incluyen isomentona, diosfenol, limoneno, mentona, pulegona, pseudo-difosfenol, 8-mercapto-p-mentano-3-ona, 8-acetiltio-p-mentano-3-ona, 8-metiltio-p-mentano-3-ona, 4-hidroxi-difosfenol y 1-hidroxi-difosfenol.

### Constituyentes No Volátiles
La fracción no volátil de Agathosma betulina no ha sido bien estudiada. El análisis fitoquímico del extracto etanólico reveló la presencia de flavonoides como rutina, diosmina y hesperidina, además de alcaloides, saponinas, glúcidos, proteínas y taninos.

## Toxicidad
En las hojas de Agathosma betulina se ha identificado la presencia de cetonas monoterpenos como la pulegona en concentraciones variables según el quimiotipo. Este compuesto es tóxico para el ser humano, es por esto que esta especie no está recomendada para uso alimentario.

## Taxonomía
Agathosma betulina fue descrita por como Barosma betulina por Peter Jonas Bergius y reubicada en su género actual por Neville Stuart Pillans en Journal of South African Botany 16: 75, en el año 1950.

## Sinonimia
- Barosma betulina (P.J.Bergius) Bartl. & H.L.Wendl.
- Barosma orbicularis Sweet
- Bucco betulina Schult.
- Diosma betulina (P.J.Bergius) Thunb.
- Diosma crenata Lodd.
- Hartogia betulina P.J.Bergius[13]